# ATC-kod N07: Övriga läkemedel med verkan på nervsystemet
ATC-kod N07: Övriga läkemedel med verkan på nervsystemet är en del av klassificeringssystemet ATC (Anatomical Therapeutic Chemical Classification System) för läkemedel och vissa andra medicinska produkter. ATC utvecklas av WHO och består av alfanumeriska koder indelade i grupper utifrån anatomi, medicinsk funktion och läkemedelstyp på 5 olika kodnivåer. Denna sida utgör innehållet i en specifik grupp på nivå 2.

## N07AKolinergika,parasympatomimetika

### N07AAAcetylkolinesterashämmare
N07AA01 Neostigmin
N07AA02 Pyridostigmin
N07AA03 Distigmin
N07AA30 Ambenon
N07AA51 Neostigmin, kombinationer

### N07ABKolinestrar
N07AB01 Karbakol
N07AB02 Betanekol

### N07AX Övriga parasympatomimetika
N07AX01 Pilokarpin
N07AX02 Kolinalfoscerat

## N07B Medel vid behandling avberoendetillstånd

### N07BA Medel vidnikotinberoende
N07BA01 Nikotin
N07BA02 Bupropion
N07BA03 Vareniklin

### N07BB Medel vidalkoholberoende
N07BB01 Disulfiram
N07BB02 Kalciumkarbamid
N07BB03 Akamprosat
N07BB04 Naltrexon

### N07BC Medel vidopioidberoende
N07BC01 Buprenorfin
N07BC02 Metadon
N07BC03 Levacetylmetadol
N07BC04 Lofexidin
N07BC51 Buprenorfin, kombination

## N07C Medel motyrsel

### N07CA Medel mot yrsel
N07CA01 Betahistinhydroklorid
N07CA02 Cinnarizin
N07CA03 Flunarizin
N07CA04 Acetylleucin
N07CA52 Cinnarizin, kombinationer

## N07X Övriga medel med verkan pånervsystemet

### N07XAGangliosideroch gangliosidderivat
Inga undergrupper.

### N07XX Övriga medel med verkan på nervsystemet
N07XX01 Tirilazid
N07XX02 Riluzol
N07XX03 Xaliproden
N07XX04 Natriumoxibat
N07XX05 Amifampridin
N07XX06 Tetrabenazin
N07XX07 Fampridin
N07XX08 Tafamidis
N07XX09 Dimetylfumarat
N07XX10 Lakinimod
N07XX59 Dextromethorfan, kombinationer

### Engelska
- WHO Collaborating Centre for Drug Statistics Methodology - ATC Index
- WHO Collaborating Centre for Drug Statistics Methodology - ATCvet Index

### Svenska
- SIL online
- FASS.se - ATC
- FASS.se - Veterinär-ATC
- Sök läkemedelsfakta - Läkemedelsverket
- Socialstyrelsen : Klassifikationer
- Nationellt produktregister för läkemedel - NPL